# Endoios
Endoios, talvolta in italiano Endeo (in greco antico: Ἔνδοιος?; VI secolo a.C.), è stato uno scultore greco antico, attivo nell'età dei Pisistratidi tra il 530 e il 500 a.C. circa,  in Attica, a Tegea e a Efeso.

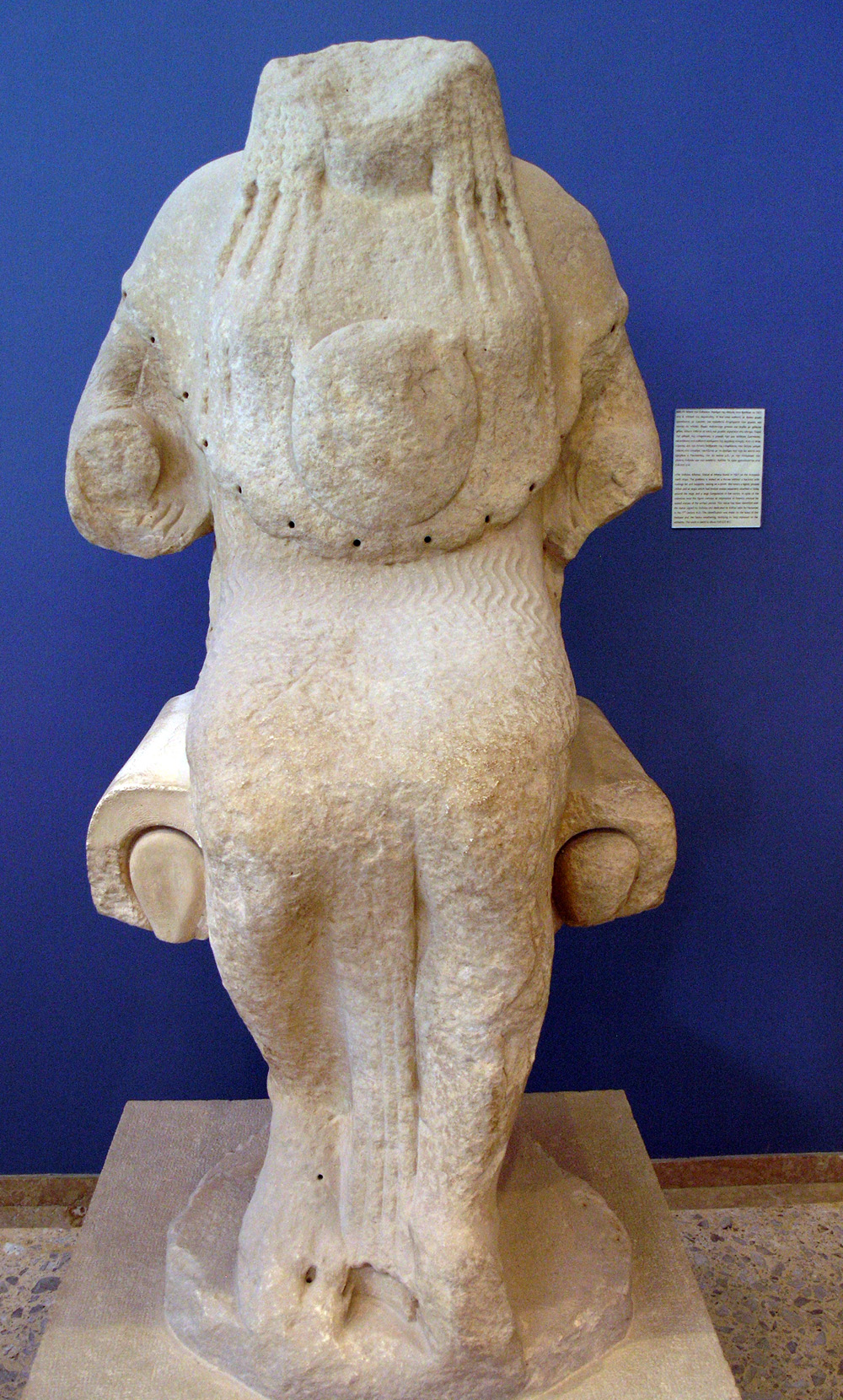
Atena seduta (Acropolis 625), Atene, Museo dell'acropoli.

Fu uno dei pochi autori greci del periodo arcaico il cui nome sia stato tramandato da fonti letterarie ed epigrafiche.
Pausania (1, 26.4) gli attribuisce origini ateniesi e lo ricorda come autore di una Statua di Atena dedicata da Kallias sull'acropoli di Atene, identificata con la figura trovata sul pendio a nord dell'acropoli, sotto l'Eretteo (Acropolis 625). Le fonti lo ricordano anche come autore di simulacri in legno e in avorio (in avorio era la statua di culto per il tempio di Atena Alea a Tegea) e come artista attivo nella Ionia, dove sarebbe stato autore di due statue di culto, un'Artemide ad Efeso e un'Atena Poliàs a Eritre, delle quali ci restano solo le descrizioni di Pausania.

## Attribuzioni

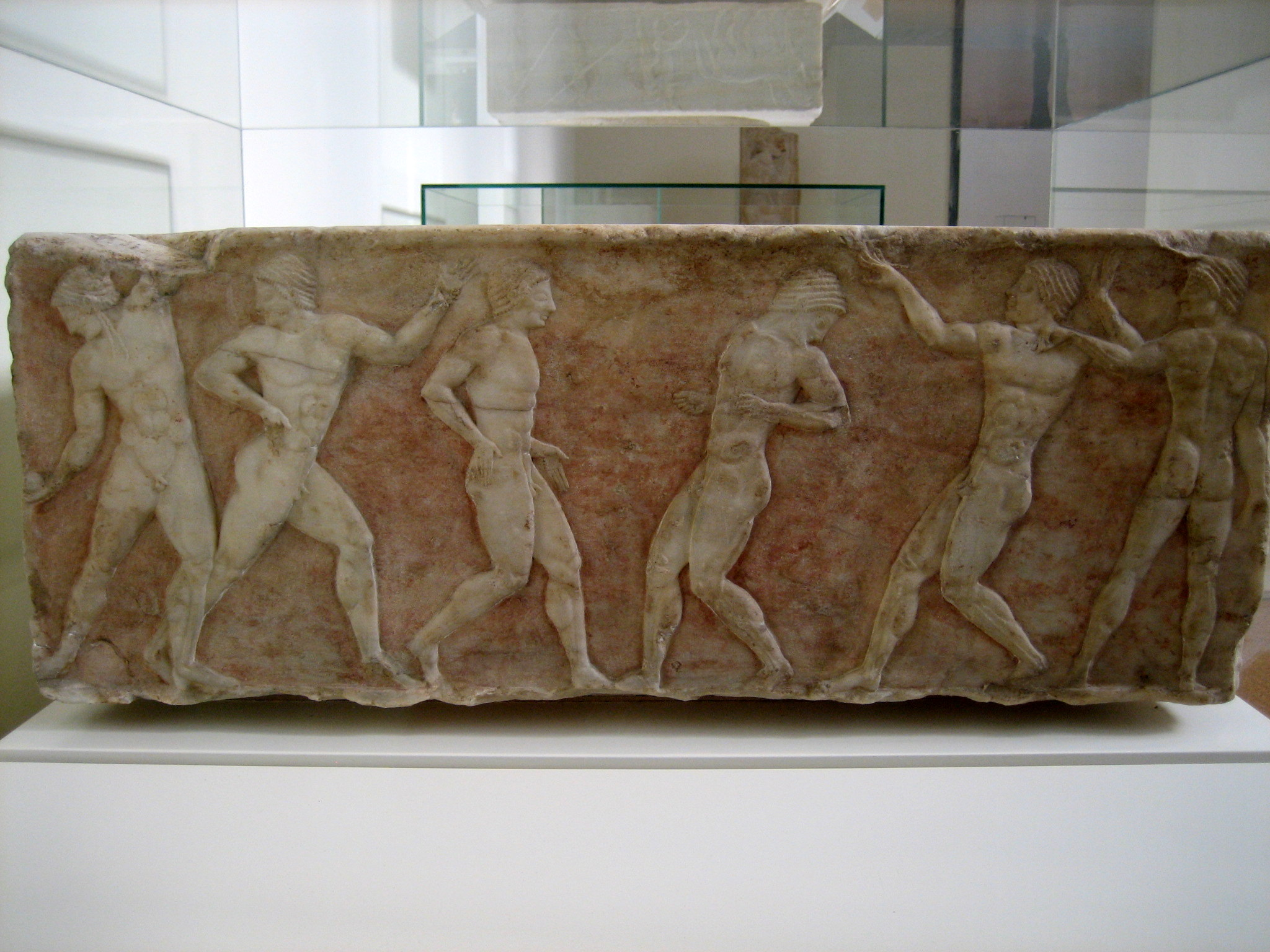
Base per kouros funerario, rilievo laterale, Museo archeologico nazionale di Atene 3476

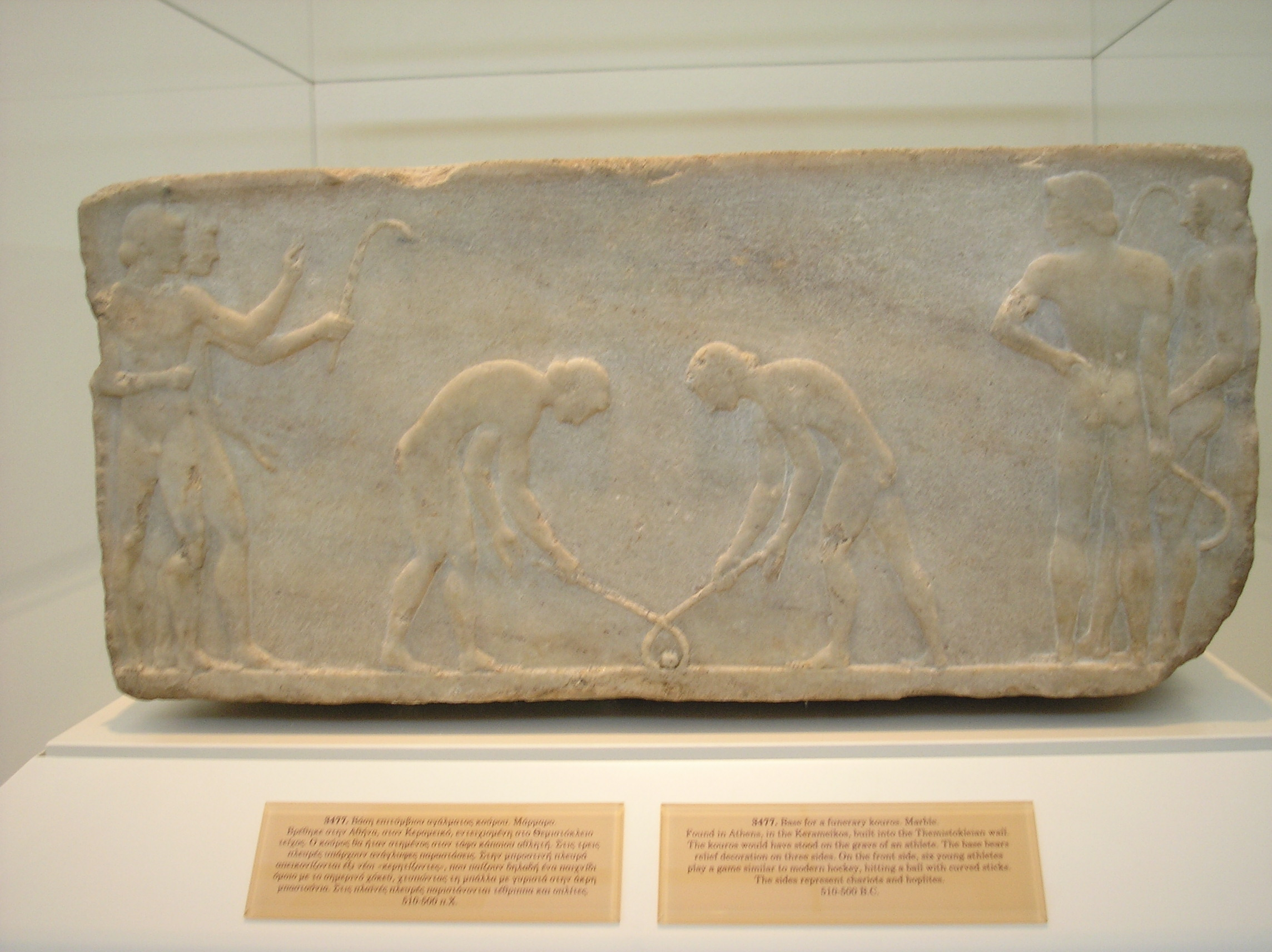
Base per kouros funerario, rilievo frontale, Museo archeologico nazionale di Atene 3477

Intorno a Endoios, e alla cerchia di artisti a lui prossimi, gli studiosi hanno riunito una serie di opere, seguendo l'unica certamente attribuibile, su base stilistica e tramite l'osservazione delle firme; si tratta della base di Nelonides rinvenuta nel 1922 inglobata nel muro di Temistocle a sud della porta del Pireo ad Atene (Museo epigrafico di Atene 12870), che conservava al momento della scoperta una figura seduta dipinta. La cavità sulla superficie superiore della base indica che essa doveva reggere una statua in marmo del tipo del kouros arcaico. La base riporta due iscrizioni in alfabeto attico: un epitaffio, scritto sul margine destro del lato frontale su cinque linee orizzontali, e un'iscrizione verticale vicino al bordo sinistro dello stesso lato con la firma di Endoios (Ε[ν]δοιος κ[α]ὶ τόνδ᾿ ἐπόε). Entrambe le iscrizioni sono state intenzionalmente cancellate prima del riutilizzo della base all'interno delle mura di Temistocle. La base di Nelonides è stata trovata insieme ad altre due basi; la prima è nota per il rilievo degli atleti che giocano a palla (Museo archeologico nazionale di Atene 3476), l'altra, con dimensioni simili e ugualmente decorata su tre lati, è nota per il rilievo con i giocatori di "hockey" (Museo archeologico nazionale di Atene 3477). La prossimità delle tre basi, nel senso del ritrovamento, ma anche nel senso della prossimità stilistica e strutturale, ha portato a ritenerle parti di un unico gruppo funerario familiare eseguito da Endoios o dalla sua bottega (Atene NM 3477 non può appartenere alla stessa mano di Atene NM 3476). Alla figura seduta dipinta tra le due iscrizioni della base di Nelonides è stata associata l'Atena seduta dell'acropoli e le due opere sono state datate intorno al 530-525 a.C.
La firma di Endoios è stata ricostruita su altre due iscrizioni trovate ad Atene: l'iscrizione sulla base di una stele funeraria perduta eretta per Lampito (Museo epigrafico di Atene 10643) e l'iscrizione sulla base di una statua votiva perduta dedicata da Ophs [ios] (Museo epigrafico di Atene 6249), dove compare insieme alla firma di un altro scultore di nome Philergos, con ogni probabilità un allievo o un collaboratore. A questa base è stata associata la kore Acropolis 602, stilisticamente vicina all'Atena seduta.
La ricostruzione della firma sullo scudo del gigante nel fregio del Tesoro dei Sifni come appartenente ad Endoios da parte di Andreas Rumpf è molto discussa. Sul Rilievo del vasaio (Acropolis 1332), proveniente dall'acropoli di Atene, la firma di Endoios è stata ricostruita da A. E. Raubitschek; il margine sinistro recava il testo della dedica, mentre sul margine destro la firma lacunosa è stata così reintegrata: Ἐν [δοιος εποιεσ] εν.
L'allargamento delle attribuzioni alla Testa Rayet (Copenaghen, Ny Carlsberg Glyptotek 418) e al connesso Efebo della torre occidentale della porta del Pireo (ritrovato nel 1953) è avvenuto su base stilistica per similitudini con la testa del vasaio sul già citato rilievo e con le teste della base Atene NM 3476. A Endoios è stata attribuita anche la Atena del frontone dell'acropoli ateniese con la Gigantomachia. Tutte le opere attribuite sono datate tra il 530 e il 500 a.C.